# 大野木寬
大野木寬（日语：／ Ōnogi Hiroshi，1959年8月23日—），日本男編劇。主要從事動畫劇本創作。本名。筆名取自魔戒「王者再臨」（おうのきかん→おおのきかん→大野木寛）。

## 來歷、人物
就讀慶應義塾高等學校後，慶應義塾大學文學院國文學系畢業，並在《超時空要塞》（第16話）首次亮相。美樹本晴彥、河森正治及細野不二彥的高中同學。
主要創作幻想機器人動畫，但也創作《我們這一家》、《哆啦A夢 (2005年版)》等日常搞笑動畫。他為多部電視動畫創作劇本，並參與了《地球少女Arjuna》、《鋼之鍊金術師 FULLMETAL ALCHEMIST》等動畫的劇本統籌。

## 參加作品
粗體字表示劇本統籌作品。

### 電視動畫
1983年
- 超時空要塞（編劇）
- 超時空世紀歐卡斯（—1984年，劇本統籌協力、編劇）

1984年
- 重戰機L-Gaim（編劇）
- 太古巨魔神（日语：ゴッドマジンガー）（編劇）

1985年
- 機動戰士Z鋼彈（編劇）
- 嘿！奔奔（編劇）

1987年
- 天威勇士（編劇）

1999年
- A.D.POLICE（日语：A.D.POLICE）（編劇）
- 課長王子（編劇）

2001年
- 地球防衛家族（編劇）
- 地球少女Arjuna[注 1]（編劇）

2002年
- 翼神世音（編劇）
- 我們這一家（—2009年，編劇）
- Heat Guy-J（日语：ヒートガイジェイ）（—2003年，編劇）
- 機動戰士鋼彈SEED（—2003年，編劇）

2004年
- 戰區88
- 機動戰士鋼彈SEED DESTINY（—2005年）

2005年
- 創聖的大天使[注 1][2]（編劇）
- 交響詩篇艾蕾卡7（—2006年，編劇）
- 哆啦A夢 (2005年版)（2005年—，編劇）
- 到另一個你的身邊去[注 2]（—2006年，編劇）

2006年
- CLUSTER EDGE[注 3]（編劇）
- 發條武士（日语：ぜんまいざむらい）（—2010年，編劇）
- 結界師（—2008年，編劇）

2007年
- 星界死者之書 -ENGAGE planet-（編劇）
- 鬼面騎士 THE SKULL MAN（編劇）
- 奔向地球（編劇）
- 婆婆偵探團（日语：やっとかめ探偵団）（編劇）

2008年
- 記憶女神的女兒們（編劇）
- 超時空要塞F（編劇協力）
- 鐵腕女警 DECODE[3]
- 北斗神拳拉歐外傳 天之霸王（日语：天の覇王 北斗の拳ラオウ外伝）（編劇）
- 守護甜心!! 心跳（—2009年，編劇）
- 閃電十一人（—2009年，編劇）

2009年
- 鐵腕女警 DECODE:02[注 4][4]（編劇）
- 鋼之鍊金術師 FULLMETAL ALCHEMIST（編劇）
- 香格里拉[5]（編劇）
- 守護甜心！派對！（編劇）
- 科學超電磁砲（—2010年，編劇）

2010年
- 交響情人夢 最終篇（編劇）
- 世紀末超自然學院（編劇）

2011年
- 夏目友人帳 參（編劇）
- NO.6（編劇）

2012年
- 夏目友人帳 肆（編劇）
- 輪迴的拉格朗日（編劇）
- Aikatsu！偶像活動！（編劇）

2013年
- DD北斗神拳（編劇）
- 蟲奉行（編劇）
- 宇宙戰艦大和號2199（編劇）
- BROTHERS CONFLICT（編劇）

2014年
- 白銀的意志 ARGEVOLLEN（編劇）
- 積木戰士[注 5]（編劇）

2015年
- 境界觸發者（編劇）

2016年
- 聖戰刻耳柏洛斯 龍刻的災禍[6]（編劇）
- 偶像筆記（編劇）
- 夏目友人帳 伍（編劇）

2017年
- 愛麗絲與藏六（編劇）
- 夏目友人帳 陸（編劇）

2018年
- 鬼太郎 (第6作)（—2020年，編劇）
- 重神機潘多拉（編劇）

2019年
- 夢幻之星Online2 神諭篇章（—2020年，編劇）[7]

2021年
- 現實主義勇者的王國重建記[注 6]（—2022年，編劇）[8]
- D_CIDE TRAUMEREI THE ANIMATION（編劇）
- 鬥神姬（編劇）

2024年
- 蔚藍檔案 The Animation[注 7][9]（編劇）

2025年
- 差点在迷宫深处被信任的伙伴杀掉，但靠著天赐技能“无限扭蛋”获得等级9999的伙伴，我要向前队友和世界展开复仇&“给他们好看！”

### 電影動畫
1987年
- 王立宇宙軍 歐尼亞米斯之翼（編劇協力）

1992年
- 羅摩衍那：羅摩傳（英语：Ramayana: The Legend of Prince Rama）（編劇）

2001年
- 暹邏貓 -初次任務-（日语：シャム猫 -ファーストミッション-）（編劇[10]）

2007年
- 劇場版 創聖的亞庫艾里翁（編劇[注 1]）

2008年
- 哆啦A夢：大雄與綠之巨人傳（編劇）

2010年
- 劇場版3D我們這一家：超能力花媽（編劇）

2011年
- 永恆的永遠（編劇）

2014年
- 宇宙戰艦大和號2199：星巡的方舟（編劇協力）

### OVA
2002年
- 超時空要塞Zero（—2004年，編劇）

2006年
- CLUSTER EDGE Secret Episode（編劇）

2011年
- 戰場女武神3 為誰而負的槍傷（編劇[11]）

2012年
- Code Geass 亡國的阿基德（構成協力、編劇）[注 8]

### 網路動畫
2001年
- 魔法遊戯 夢想起飛!! 花丸大冒險（日语：魔法遊戯）（－2002年，構成）

2008年
- 亡念之扎姆德（—2009年，編劇）

2023年
- 惡魔君（編劇）

### 小說
- （C NOVELS Fantasia）
- 王立宇宙軍 ～歐尼亞米斯之翼～（小學館文庫－Anime Novels）
- （富士見Fantasia文庫）
- 大僧侶傳說（以短篇方式在DRAGON MAGAZINE（日语：ドラゴンマガジン）發表）
- （超級Quest文庫（日语：スーパークエスト文庫））
- 創聖的亞庫艾里翁（富士見Fantasia文庫）
- （角川Sneaker文庫）
- 鐵人傳說（Log Out冒險文庫（日语：ログアウト冒険文庫））
- 早瀨未沙（日语：早瀬未沙） 白色追憶（Animage文庫）
- 八劍傳（超級Quest文庫）
- 夢幻界戰記（C NOVELS Fantasia）
- 翼神世音（MF文庫J）

### 漫畫
- 交響詩篇艾蕾卡7 NEW ORDER（角川書店，劇本）
- 機動戰士鋼彈 弗拉納根·布恩戰記（日语：機動戦士ガンダム フラナガン・ブーン戦記）（小學館，故事協力）

## 腳註

## 相關項目
- 日本動畫師列表（日语：アニメ関係者一覧）

## 外部連結
- 大野木寬的X（前Twitter） （日語）